# باشگاه فوتبال آپتاون ریبلز
آپتاون ریبلز یک باشگاه فوتبال حرفه‌ای از سنت لوسیا واقع در ویو فورت است. این باشگاه در دسته اول سنت لوسیا بازی می‌کند.